# Флавий Евсевий (консул 347 года)
Флавий Евсевий (лат. Flavius Eusebius) — государственный деятель Римской империи середины IV века, консул 347 года.

## Биография
Известно, что до своего консулата Евсевий был магистром пехоты и конницы, очевидно, при императоре Констанции II в восточной части империи. В 347 году он был назначен консулом совместно с Вулкацием Руфином.
Если действительно, как предполагается, Флавий Евсевий был отцом Евсевии, жены императора Констанция II и её братьев Евсевия и Гипатия, консулов 359 года, то, значит, согласно Юлиану, он был македонцем, происходил из Фессалоник и был первым консулом в своем роду. Евсевия вышла замуж за Констанция где-то в 352—353 году, когда её отец уже был мертв.
Евсевий упоминается на серебряных предметах, найденных возле Аквилеи. Кроме письменного упоминания его имени, на предметах изображены четыре фигуры, одна из которых — в консульской трабее. Считается, что изображенные фигуры — сам Евсевий (консул) и его дети.